# Kennesaw Mountain
Kennesaw Mountain est une crête montagneuse située entre Marietta et Kennesaw, Géorgie aux États-Unis avec une altitude au sommet de 551 m.

## Géographie
C'est le point le plus élevé de la région métropolitaine d'Atlanta. Le terrain environnant a une altitude moyenne de 300 m environ.
La montagne a deux cimes principales :
- Big Kennesaw, où se trouvent le parking actuel et une vue panoramique ;
- Little Kennesaw Mountain, où plusieurs sentiers de randonnée et zones de nature accessibles relient les montagnes au reste du parc.

## Histoire

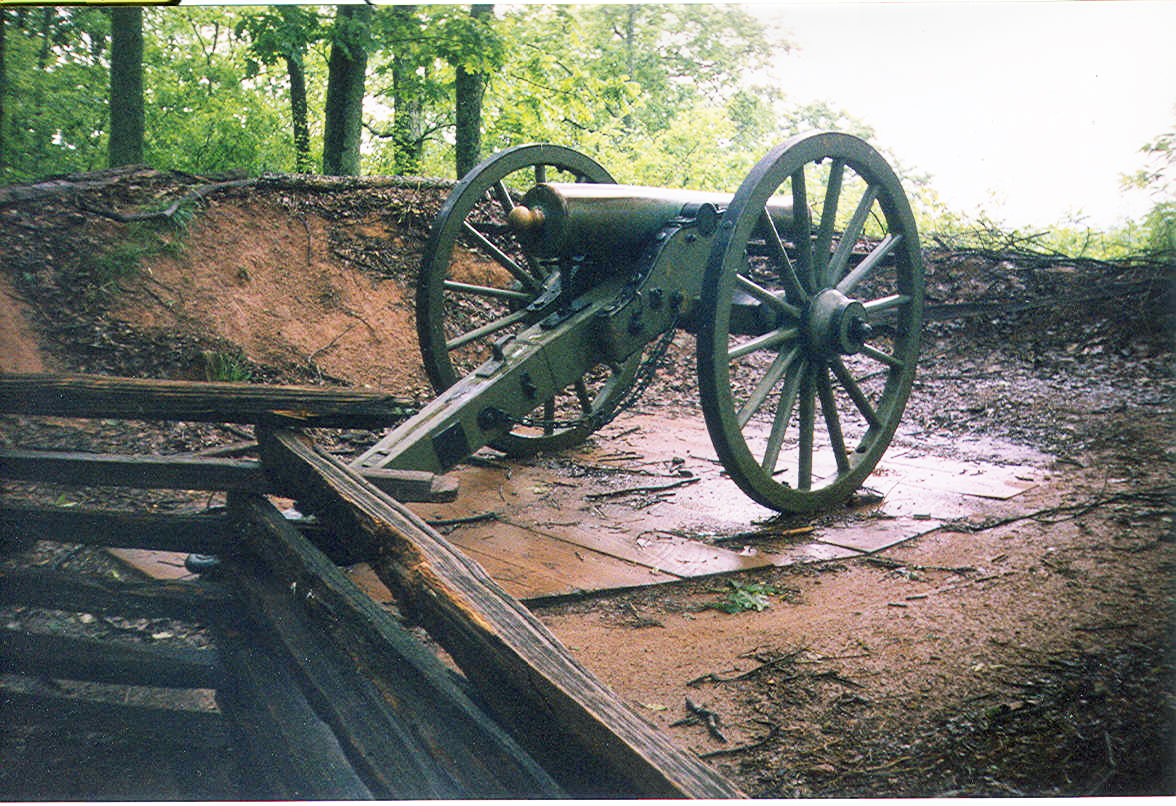
Canon sur Kennesaw Mountain en position d'artillerie recréée.

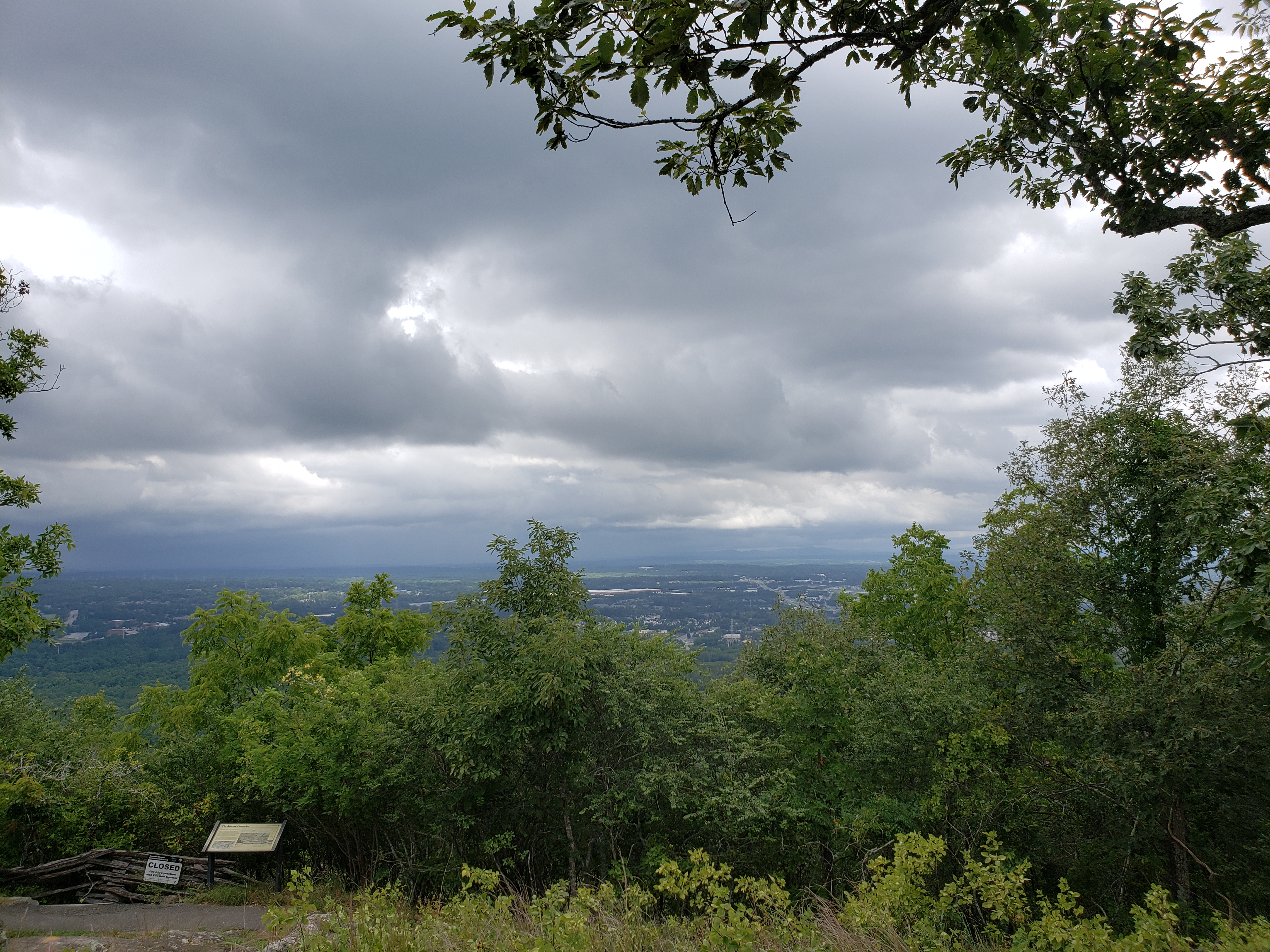
Sommet de Kennesaw Mountain, avec l’approche d’un orage d'été en après-midi.

Kennesaw Mountain était à l'origine le fief d’un peuple constructeur de tumulus, les Etowah, de 900 à 1700. Ils faisaient partie des Mound Builders. Leurs descendants, les Creeks, ont été chassés de Géorgie par les Cherokees, qui ont ensuite été exilés par les États-Unis et l'État de Géorgie sur la piste des Larmes vers le territoire de l'Oklahoma pendant la ruée vers l'or en Géorgie.
En décembre 1832, le comté de Cobb, où se trouve Kennesaw Mountain, a été créé, taillé dans le territoire de la nation cherokee qui comprenait tout le Nord-Ouest de la Géorgie.
Kennesaw Mountain a été le site de la bataille de Kennesaw Mountain au cours de la campagne d'Atlanta de 1864 durant la guerre civile américaine, au cours de laquelle les forces de l'Union du général William Tecumseh Sherman ont lancé une attaque frontale sanglante contre l'Armée confédérée du Tennessee, commandée par le général Joseph E. Johnston. Le juge fédéral Kenesaw Mountain Landis, le premier commissaire de Major League Baseball, a été nommé d'après la bataille, au cours de laquelle son père a failli perdre sa jambe gauche.
La ville voisine de Kennesaw, fondée sous le nom de Big Shanty, a été renommée d’après la montagne après la guerre, bien que la montagne se trouve en dehors des limites de la ville. La Kennesaw Mountain High School a également été nommée en référence à la montagne.
Le parc national de la bataille de Kennesaw Mountain a été créé le 26 juin 1935. C'était autrefois un camp de la Civilian Conservation Corps.

## Activités

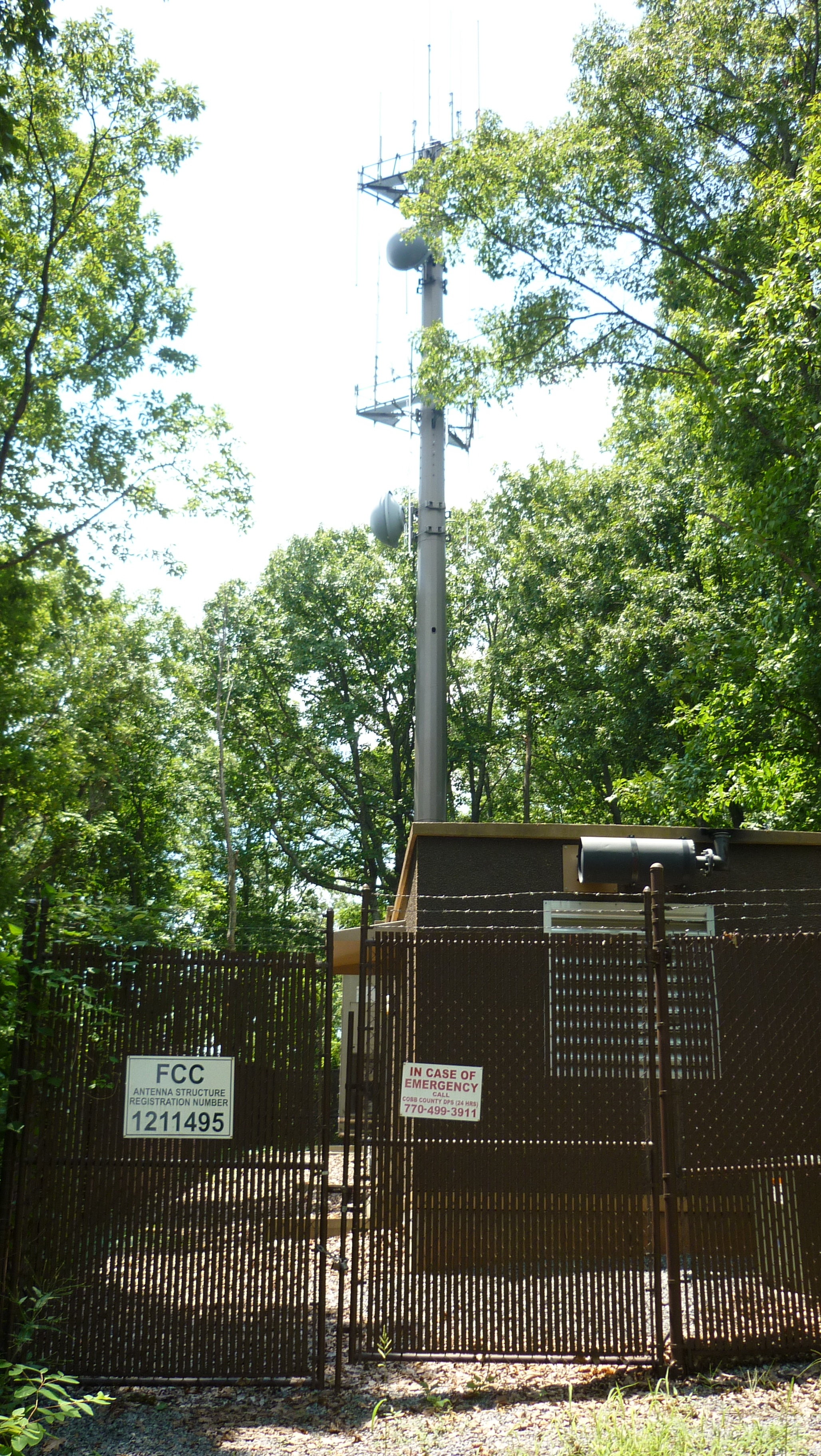
Antenne de Kennesaw Mountain

Au pied de la montagne, l'entrée du parc abrite un nouveau centre d'interprétation, un musée et le point de départ de nombreux sentiers que l’on peut parcourir en visite autoguidée, qui donnent des informations sur le général de l’Armée de l'Union William Tecumseh Sherman qui a mené la marche vers la mer pendant la guerre civile.
La route vers le sommet est ouverte en semaine aux automobiles. Les week-ends, elle est ouverte aux bus qui amènent les visiteurs mais uniquement pour se garer. La route est fermée pendant et après l’hiver, car il n'y a pas de déneigement.
Kennesaw Mountain est également une étape importante pour plusieurs espèces de migrateurs. Il existe plus de 25 espèces de fauvettes, dont la rare fauvette céruléenne.
Plusieurs petites antennes radio, qui sont près du sommet de Kennesaw Mountain, appartiennent au gouvernement des États-Unis et au gouvernement de Géorgie. À l'origine il y avait quatre poteaux téléphoniques en bois. Ils ont été remplacés par une antenne unique en métal en 2005. Les cabanes Quonset qui abritent l'émetteur et les autres équipements de télécommunications ont été peints en vert ou marron pour camouflage. Les lignes électriques sont enterrées et le générateur fournit l’alimentation de secours en cas de panne de courant.
Par ailleurs, une représentation graphique stylisée des pics jumeaux distinctifs de Kennesaw Mountain a été intégrée au logo de la Kennesaw State University voisine.
L’hôpital Kennestone de Marietta tire lui aussi son nom de Kennesaw Mountain toute proche, ainsi que de Stone Mountain, qui est plus éloignée, de l’autre côté de l’agglomération d’Atlanta, à l’est. 
Le 1er septembre 2016, Adam Young a sorti un e-album instrumental à dix pistes intitulé Corduroy Road inspiré par la marche de Sherman vers la mer. Le cinquième morceau s'appelle d’ailleurs Kennesaw Mountain.

Vue panoramique depuis le sommet de Kennesaw Mountain.

Une autre vue panoramique depuis le sommet de Kennesaw Mountain.